# バナナナメクジ

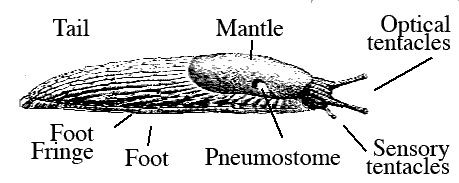
ナメクジ一般の解剖学的図表

バナナナメクジ (英：Banana slugs) は北アメリカに生息する地上性のナメクジであり バナナナメクジ属 (Ariolimax) を構成する。 
この属のナメクジは果実のバナナを想起させる明るい黄色あるいは緑色、淡いまたは濃い茶色、白色を持つ。

## 生態など

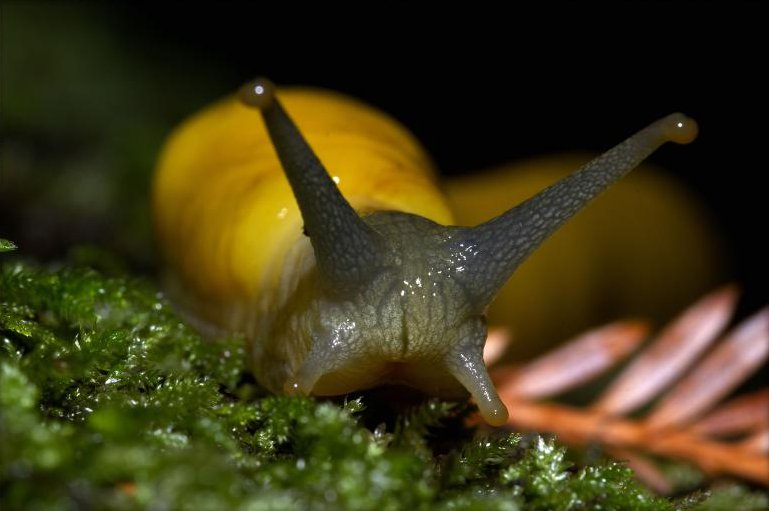
バナナナメクジの頭部、視触覚、感覚触覚。

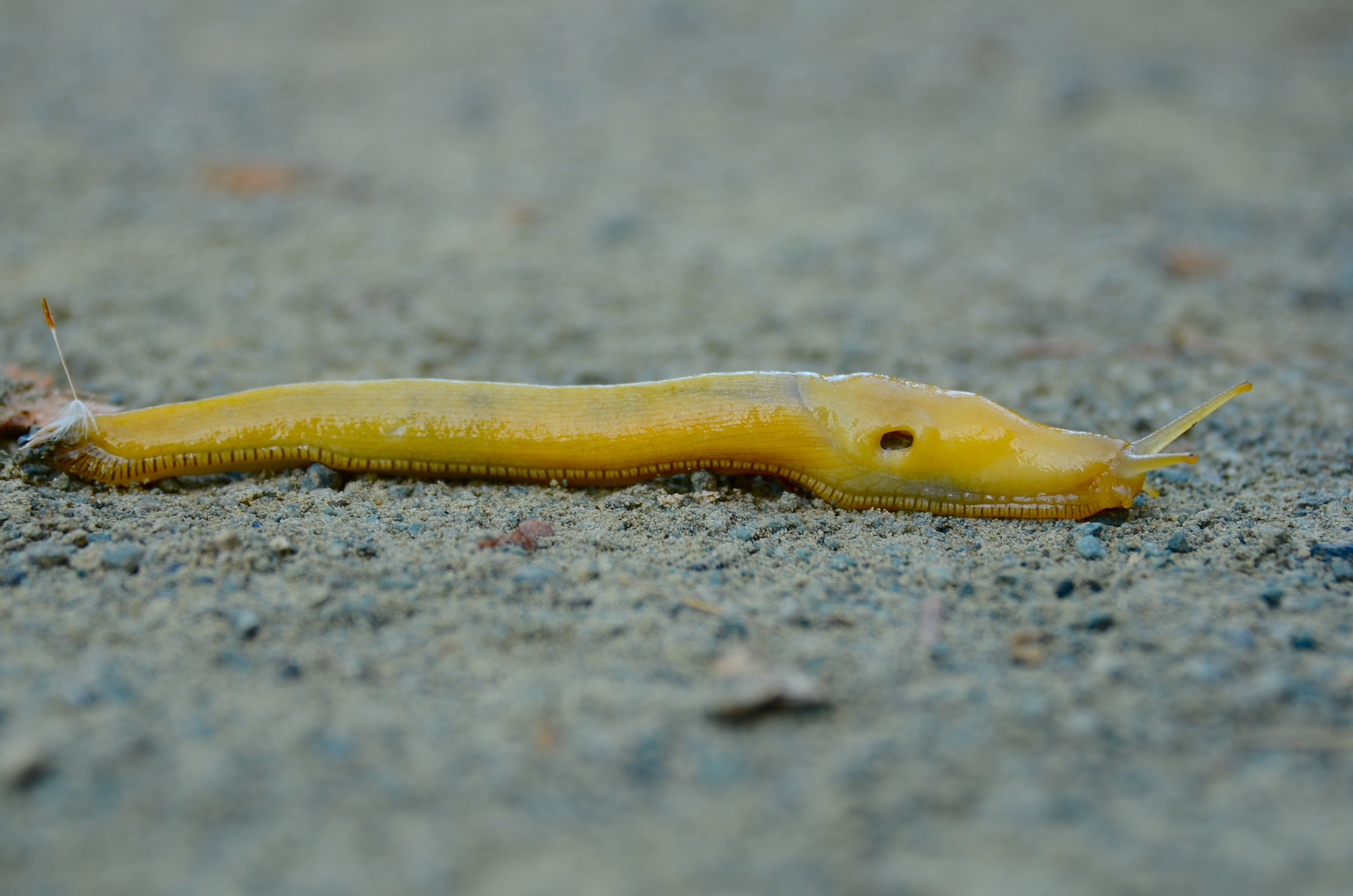
Slender banana slug の画像(Ariolimax dolichophallus)

バナナナメクジ属の多くの種はバナナを連想させる明るい黄色の体色を持つが、緑色や淡いあるいは濃い茶色、白色の体色を持つ物も居る。バナナナメクジ属の1種であるAriolimax columbianusは、全体が黒色に見える程に、身体上に黒色の点を出すことがある。また個々のナメクジは栄養状態や光への曝露、湿度によってその体色を変化させる。この色はナメクジの健康状態や年齢を表すのではないかとも考えられている。